# St. Markus (Gadheim)

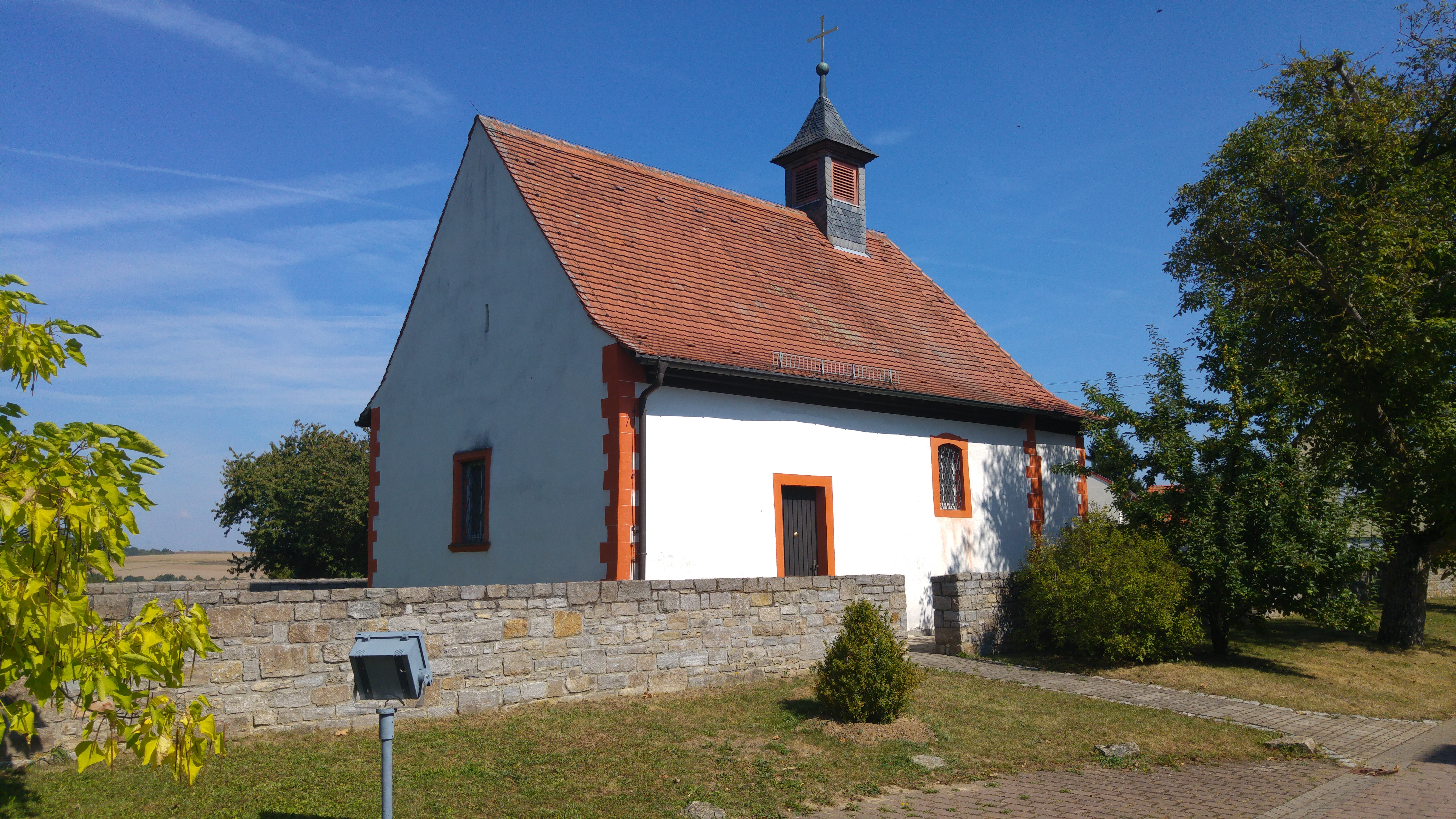
St. Markus (Gadheim)

Die römisch-katholische Kapelle St. Markus ist ein denkmalgeschütztes Kirchengebäude, das in Gadheim steht, einem Gemeindeteil der Gemeinde Veitshöchheim im Landkreis Würzburg (Unterfranken, Bayern). Das Bauwerk ist unter der Denkmalnummer D-6-79-202-35 als Baudenkmal in der Bayerischen Denkmalliste eingetragen. Die Kapelle gehört zur Pfarrei St. Vitus (Veitshöchheim) im Dekanat Würzburg rechts des Mains im Bistum Würzburg.

## Beschreibung
Die Kapelle stammt im Kern von 1467, wurde allerdings in den Jahrhunderten danach mehreren Veränderungen unterzogen. Die größte Restaurierung erfolgte im 18. Jahrhundert. Sie besteht aus einem Langhaus und einem eingezogenen, gerade geschlossenen Chor im Osten. Aus dem Satteldach des Langhauses erhebt sich im Osten ein schiefergedeckter, quadratischer, mit einem Pyramidendach bedeckter Dachreiter, der hinter den Klangarkaden den Glockenstuhl beherbergt. 
Zur Kirchenausstattung gehören ein spätgotischer Flügelaltar und der davor stehende Volksaltar. Auf der linken Seite des Langhauses hängt ein um 1750 entstandenes Bild des heiligen Bruno, das aus dem Kloster Engelgarten stammt. Bis zur Renovierung der Kapelle in den Jahren 1971/72 befand es sich auf einem Altar im Chor.